# Windows Live Mesh
Windows Live Mesh（前稱：Windows Live Foldershare、Live Mesh、Windows Live Sync）是由微軟開發的Windows Live程式集軟件，旨在允許兩台或多台計算機之間的文件和文件夾在Microsoft Windows和Mac OS X計算機上或通過SkyDrive在Web上保持同步和共享，還通過Internet啟用了遠程桌面訪問。